# Gerard Solís Tugas
Gerard Solís Tugas és un chef i cuiner català que dirigeix el restaurant 'El Racó' de Sant Climent de Llobregat.
Format a l'Escola d'Hostaleria de Barcelona durant tres anys, va perfeccionar la seva professió a diversos restaurants, però el veritable mestre ha estat el seu pare Emili, que des de petit li va inculcar l'art culinari.
Gerat Solís, juntament amb Laura Gosalbo, és l'autor del llibre “Bojos per la Cirera” publicat el 2005, un llibre on es recullen les receptes del restaurant el Racó de Sant Climent de Llobregat, que quan arriba el temps de les cireres confecciona una carta de menjars on apareix sempre aquesta fruita vermella, un dels emblemes del Baix Llobregat. El llibre, editat en castellà, català, anglès i alemany, amb més de 20.000 exemplars editats en només quatre anys, va guanyar el XI Premi Gourmand Internacional 2005. A Alemanya, Solís fou premiat amb la Medalla de Plata de la Gastronomia pel seu llibre, i a la Fira de Sant Climent, el seu poble natal, amb la Cirera d'Or.
Solís també ha col·laborat amb El Periódico de Catalunya, reeditant les receptes antigues del Baix Llobregat i, juntament amb el Parc Agrari i el Consorci de Turisme del Baix Llobregat, ha fet tallers de la ruta de la cirera. A banda del licor de cirera, Solís utilitza la cirera com a fil conductor de tota la gastronomia tradicional, des d'una salsa de cireres fins a una melmelada, un pa de cirera, una infusió de cues de cirera i oli o vinagre de cirera, una amanida, una sopa, una perdiu, un turbot, un sorbet i gairebé mig centenar de receptes amb un mateix denominador comú, la cirera.
El 2016 fou candidat al Premi Josep M. Jujol i Gibert a la preservació del Patrimoni Cultural.